# Alegeri legislative în Uganda, 2021
Alegeri legislative se vor organiza pe 14 ianuarie 2021 în Uganda pentru a reînnoi membrii parlamentului din Uganda. Primul tur al alegerilor prezidențiale se desfășoară simultan.